# Стефан Міклошій
Стефан Міклошій (Шаблон:Hu; Раковец-над-Ондавою, 22 серпня 1857 — Ніредьгаза, 29 жовтня 1937) — перший єпископ Гайдудорозької єпархії.

## Кар'єра

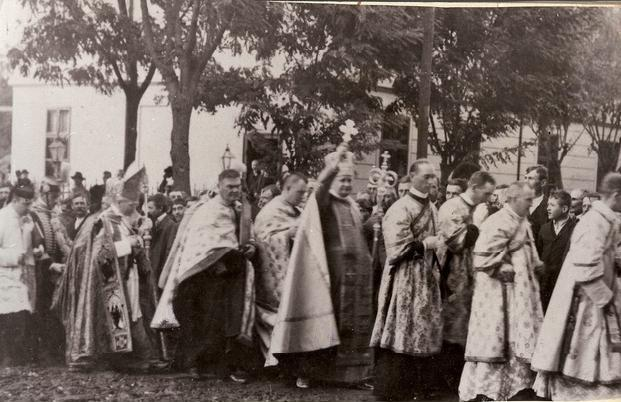
Хіротонія першого єпископа Гайдудорозького Стефана Міклошія

Стефан Міклошій народився 22 серпня 1857 р. в селі Раковець (Раковец-над-Ондавою) Земпленського повіту в родині майстра-коваля Петра Міклоші та Марії Плачітки. Початкову освіту здобув у рідному селі, згодом навчався у Королівській католицькій гімназії в Ужгороді. Теологічну освіту здобув як студент Центрального інституту підготовки священиків на богословському факультеті Університету ім. Пазманя Петера, а згодом — в Ужгородській духовній семінарії. Будучи аспірантом, працював діловодом у канцелярії єпископа Мукачівської греко-католицької єпархії в Ужгороді. Був висвячений на священика 17 квітня 1884 року Яношем Ковачем Яношем, єпископом Пастелі, Мункачі.
Будучи дипломованим священиком, він був писарем у єпископаті греко-католицької єпархії Мункач в Унгварі. 1884 рік . 17 квітня його висвятив на священика єпископ Йоаном Ковачем з Мукачева.
У 1884—1888 рр. він був викладачем у Королівській греко-католицькій учительській і канторській школі та директором Інституту священицьких сиріт в Ужгороді. Між 1888 і 1894 роками він служив секретарем єпископа Яноша Ковача з Пастелі, а потім Юлія Фірцака. У 1894 році він був призначений парафіяльним і окружним дияконом у Шаторальяуйхеї. У 1905 році він став архідияконом земплінського повіту. Активно бере участь у громадському житті в Шаторальяуйхеї. Він відіграв значну роль у створенні міської лікарні. Долучився до боротьби за створення угорського греко-католицького єпископату. Він був членом Крайового комітету угорських католиків грецького обряду, брав участь у паломництві угорських греко-католиків до Риму на Святий рік (1900).

### Єпископська кар'єра
Апостольський король Франц Йосиф I 21 квітня 1913 року призначив його першим єпископом Гайдудорозької архієпархії, заснованої в 1912 році. Своїм єпископським девізом він обрав: «Успіх через наполегливість», посилаючись на багаторічну боротьбу угорських греко-католиків, яка врешті-решт увінчалася успіхом. Його хіротонія відбулася в Гайдудорозі 5 жовтня 1913 року. Церемонію свячень та хіротонії здійснив єпископ Дьюла Дрогобецький (1891—1919), якому співслужили єпископ Агостон Фішер-Кольбрі (1907—1925) та Юзеф Ланьї, єпископ-емерит Тиннинський і канонік Орадеа. Тимчасовим осідком нової єпархії владика Міклоші обрав Дебрецен, куди він урочисто в'їхав 15 жовтня 1913 року.
23 лютого 1914 року до тимчасової штаб-квартири Дебреценської промислової палати прибув вибуховий пристрій, захований у поштовій посилці, за допомогою якого румунські фанатики, що протестували проти створення Гайдудорозької єпархії, за допомогою російської царської спецслужби намагалися вбити єпископа Міклоші. Внаслідок вибуху бомби загинули троє соратників єпископа: заступник єпископа Михайло Ячкович, секретар єпископа Янош Слєпковський та адвокат Шандор Чатт. Єпископ Міклошій отримав незначні поранення. Після вибуху єпископ Міклоші 23 вересня 1914 року переніс резиденцію єпархії до Ньїредьгази.

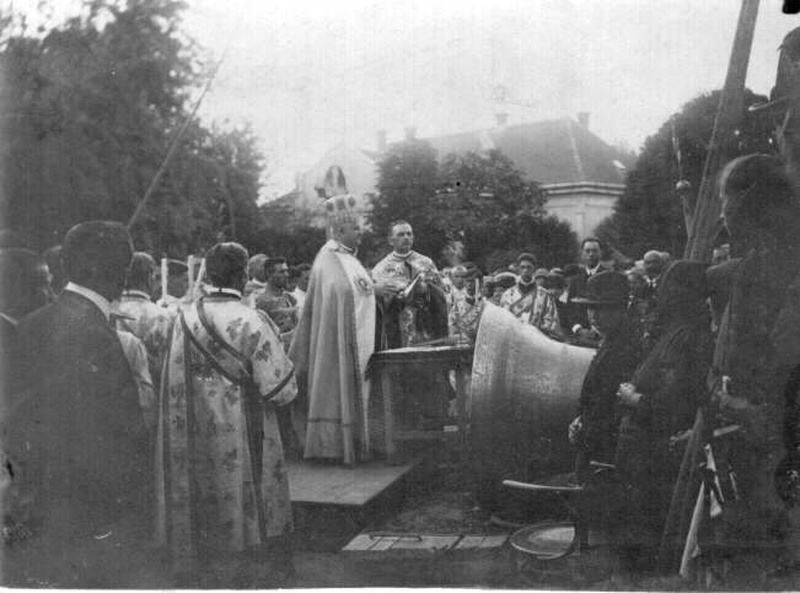
Стефан Міклошій освячує оновлений дзвін Гайдудорозького собору у 1927 році. 1 жовтня

Роботі єпископа над організацією Гайдудорозької єпархії завадила Перша світова війна 1914 року. Під час заснування єпархії угорський уряд взяв на себе зобов'язання забезпечити матеріальне забезпечення нової церковної одиниці, зокрема будівництво єпископської резиденції та канцелярії, заснування семінарії та школи підготовки канторів. Нічого з цього не було здійснено через обставини війни. Під час румунського вторгнення в Угорщину окупаційні війська забрали єпископа і намагалися змусити його відмовитися від парафій, які були приєднані до Гайдудорозької єпархії з єпархій Орадя, Самосуйвар і Дьюлафехервар-Фогараш.
Внаслідок Тріанонського мирного договору Гайдудорозька єпархія втратила половину своїх парафій. У новій Угорщині, загнаній у нові кордони, кількість і соціальна вага греко-католиків у населенні значно зменшилася. Це, разом з економічними труднощами країни, унеможливило розбудову та консолідацію єпархіальних інституцій. Ситуація ускладнювалася тим, що владика Міклоші, як переконаний рояліст, відмовився співпрацювати з режимом Горті, що поступово призвело до його суспільно-політичної ізоляції. Оскільки соціальна стигматизація греко-католиків призвела до масового переходу віруючих візантійського обряду на латинський у 1920-1930-х роках, єпископ Міклош також вступив у конфлікт з римо-католицькими архіпастирями.
З 1932 єпископ Міклошій майже повністю пішов у відставку. Починаючи з 1933 року греко-католицька преса повідомляла про хворобу єпископа. 29 жовтня 1937 року він помер від серцевого нападу. Його похорони були проведені 1 листопада архієпископом Антонієм Паппом, апостольським намісником, а панегірик виголосив великий священик Єньо Банья. Покійного архипастиря поховали в меморіальній могилі, подарованій містом. Пізніше його прах був перенесений до церкви в Ніредьгазі, а в 1979 році — до крипти церкви в Маріапоці.

## Більше інформації
- Bishop Istvan Miklósy, Catholic-Hierarchy (angol)
- Kitartásban a siker!; Sátoraljaújhelyi Görög Katolikus Egyházközség, Sátoraljaújhely, 2008